# Kuehne + Nagel
Kuehne + Nagel International AG (Kühne + Nagel) er en multinational transport- og logistikkoncern med hovedkvarter i Schindellegi, Schweiz. Den blev etableret i 1890 i Bremen, Tyskland af August Kühne og Friedrich Nagel. De udbyder søfragt, luftfragt og landfragt ved tog og lastbil samt kontraktlogistik. I 2010 stod Kuehne + Nagel for 15 % af verdens fragt. Anno 2022 havde de 1.300 kontorer i 106 lande med over 78.000 ansatte.